# Skanderbeg
Skanderbeg (på albanska Skënderbeu, "den albanske fursten Alexander"; egentligen Gjergj Kastrioti), född 6 maj 1405 i Kruja i Albanien, död 17 januari 1468 i Lezha, var en albansk krigshjälte, förordnad till befälhavare för det albanska försvaret mot Osmanska riket mellan åren 1444 och 1468. Han anses som en av de främsta frihetskämparna i albansk historia, och har sedermera upphöjts till nationalhjälte i Albanien.

## Namn

Familjen Kastriotas vapensköld. Den mest kände bland släktens medlemmar var Skanderbeg.

Osmanerna gav honom namnet İskender bey eller İskender beğ, som betyder furst Alex eller furst Alexander, som på albanska översatts till Skënderbej eller Skënderbeu. Det latiniserades senare av Marinus Barletius till Scanderbeg, namnet antas vara en jämförelse med Alexander den stores militära skicklighet.
Iskander Bey Arnauti betyder ”general Alexander, albanen”.
Hans namn skrevs Zorzi Castrioti på latin i en källa från år 1463. Den ursprungliga latinska formen av efternamnet Castrioti återgavs i den albanska historieskrivningen som Kastrioti. Hans efternamn stavades Đurađ och Đorđe på slaviska; hans fulla namn stavades Đurađ Kastriot på gammalslaviska. Gjergj är den moderna albanska motsvarigheten till namnet Georg. Hans efternamn kommer från det latinska ordet castrum via det grekiska ordet kastro som betyder borg.
Charles Du Cange använde, i sina latinska skrifter, stavningen Georgius Castriotus Scanderbegus.

## Familjebakgrund
Det finns många teorier om platsen där Skanderbeg föddes. Enligt Skanderbegs levnadstecknare Frashëri föddes han i den lilla byn Sina som ägdes av hans farfar Pal Kastrioti. Det exakta födelseåret 1405 (fastställt av Fan Noli) har man i stort sett enats om. Hans mor Vojsavas ursprung är omstritt. Enligt vissa källor var hon en slavisk prinsessa, medan en del tror att hon tillhörde den albanska adelsfamiljen Muzaka. Skanderbeg tillhörde den albanska adelsfamiljen Kastrioti och var son till Gjon Kastrioti, kungen i norra Albanien och till prinsessan Vojsava. Fadern sökte beskydd hos den osmanske sultanen Murad II och konverterade från kristendomen till islam för att anpassa sig efter sin beskyddares religion.

## Biografi

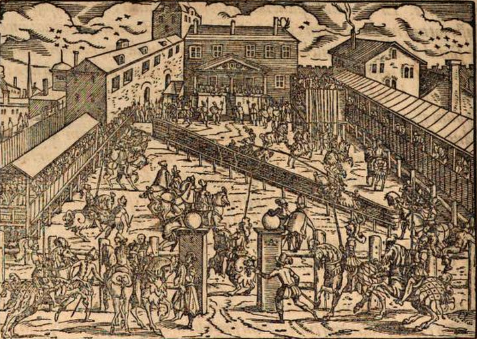
Skanderbeg och andra elever får militärutbildning i Enderunskolan.

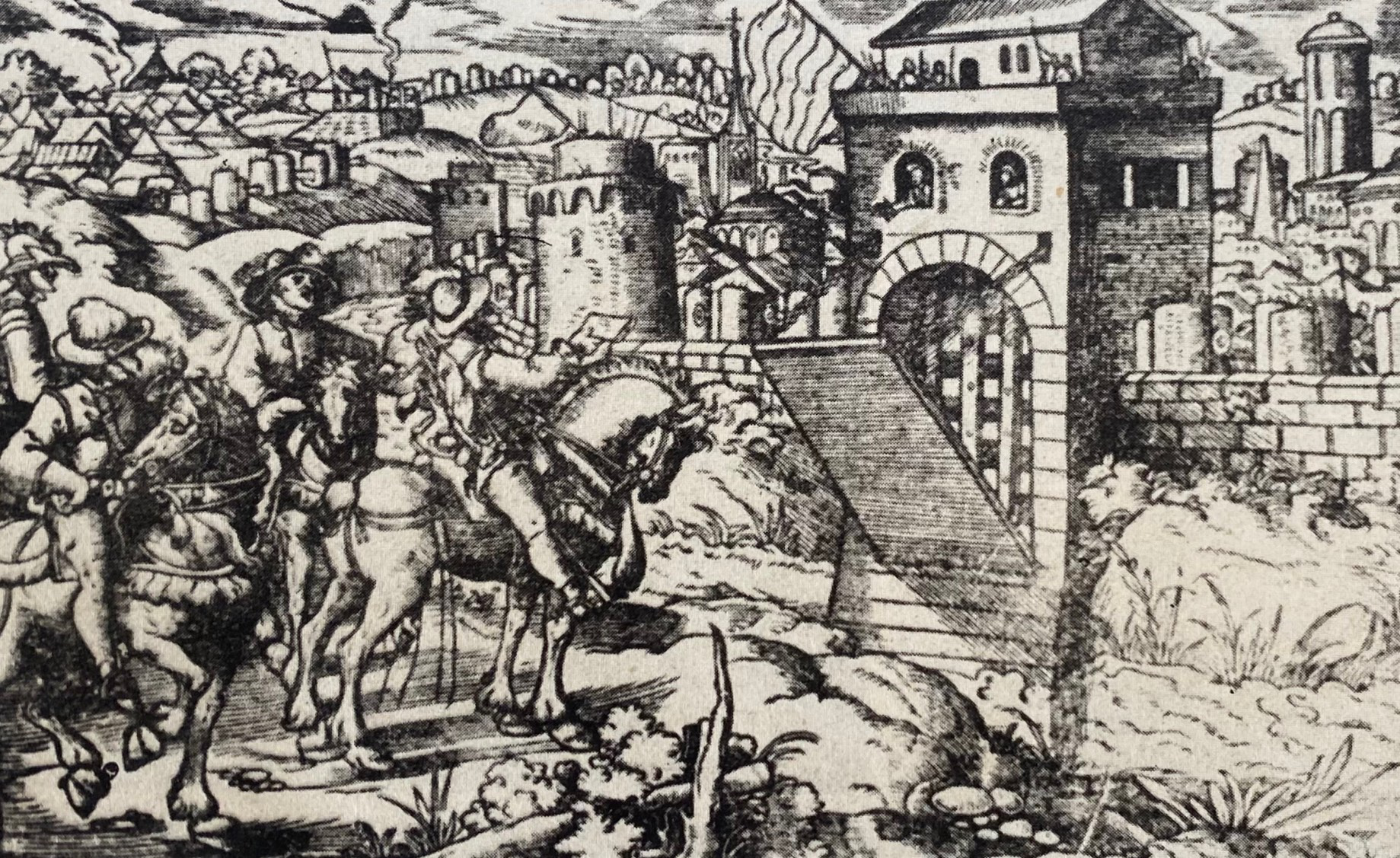
Skanderbeg återvänder till hemstaden Kruja med 300 albanska ryttare.

Skanderbeg var den yngste sonen av nio syskon. Genom devschirme-systemet tvingades han bli janitsjar i det Osmanska riket och utbildades i islam. Skanderbeg fick sin militära utbildning vid sultanens hov i den osmanska staden Adrianopel och kom att tillhöra den osmanska eliten i imperiets garde.
Fan Noli skriver i sin biografi om Skanderbeg att det finns motstridigheter i Skanderbegs tidiga liv. Det är oklart om han var en ung pojke eller en ung man när han skickades till det osmanska hovet eller om han togs dit enligt sed eller om han skickades dit av sin far.
Skanderbeg steg i graderna, ända upp till general alternativt furste (turkiska: beg), då han dödade en persisk pascha genom halshuggning i en duell. Han ansågs som en mycket skicklig kavallerigeneral och var befälhavare över ett kavalleri på 5000 man och deltog i militära kampanjer mot kristna arméer. Han tjänstgjorde i osmansk tjänst under 20 års tid.
1438 och 1440 skickades han med sin armé till norra Albanien för att slå ned revolter. Då såg han albanernas höga beredskap mot Osmanska rikets militära närvaro i albanskt bebodda landsdelar av det osmanska riket. 
1442 dog Skanderbegs far Gjon Kastrioti och sultanen förlänade hans fars furstendöme till en albansk avfälling istället för att ge den till honom, den rättmätiga arvingen. Under ett fältslag vid Niš år 1443 mot ungrarna och deras fältherre János Hunyadi deserterade Skanderbeg från den osmanska armén. För att undvika öppet motstånd krävdes slughet. Skanderbeg tvingade den tillfångatagne osmanske sekreteraren att skriva och underteckna ett brev till det osmanska hovet. För att försäkra sig att ingen stod i vägen för expeditionen lät han avrätta sekreteraren.
Han återvände med sin brorson Hamza Kastrioti och 300 albanska ryttare till staden Dibra i sin hembygd och sedan till Kruja. Skanderbeg besegrade den osmanske paschan genom att omringa honom i slottet i Kruja. Senare ledde han sina landsmän i en resning mot sultanen. Han höjde upprorsfanan mot det osmanska väldet i Kruja vid det nu symboliska datumet 28 november. Han mobiliserade byar, utrustade borgar och byggde ut ett kurirsystem som skydd mot oväntade anfall från osmanska trupper.
Vid ett möte i Lezha den 2 mars 1444 bildade han en allians med andra albanska småfurstendömen, kallad Lezhaförbundet, för att stå emot osmanerna. Under de kommande tjugofyra åren stred han med sina gerillatrupper på cirka 20 000 män mot den välutrustade osmanska hären, vars antal ibland översteg 100 000.
Skanderbeg satte igång med att förstärka befästningar i Kruja och i Albanien. 
Det första slaget stod 29 juni 1444 vid slätten Torviolli i nordöstra Albanien. Skanderbeg fick information av sina spioner om osmanernas invasionsplaner och resväg. Tack vare denna vetskap och Albaniens svårtillgängliga terräng avvärjdes anfallet och osmanerna slogs tillbaka i juni samma år. De av Skanderbeg ledda albanska krigarna vann över den osmanska hären för första gången på ett slagfält. Skanderbeg blev snart hyllad i Europa för sitt uppror.
Skanderbeg kontrollerade inom kort Albanien. Han besegrade flera osmanska härar. I ett fälttåg 1449–1450 försökte den osmanske sultanen Murad II med 100 000 man förgäves besegra honom. Den 14 maj 1450 anlände den stora osmanska hären till den albanska huvudstaden Kruja. Efter en lång belägring och misslyckanden att inta citadellet tvingades den slagna osmanska armén att retirera.
1455 försökte Skanderbeg, med neapolitansk hjälp, att återerövra staden Berat i mellersta Albanien men misslyckades och tvingades att retirera.
Skanderbeg vann sitt blodigaste slag vid Albulena den 2 september 1457. På osmansk sida stupade mellan 15 000 och 30 000 man och 15 000 tillfångatogs (däribland brorsonen Hamza, som förrått Skanderbeg). Hamza hölls i fångenskap men frisläpptes och avled senare av förgiftning.
1461 tvingades Mehmet II att genom ett fredsfördrag lämna över Albanien till Skanderbeg.
Skanderbeg inledde hösten 1461 en krigsexpedition med 5000 man och seglade till den italienska hamnstaden Brindisi. Skanderbegs kavalleri deltog i belägringen av Barletta och medverkade till att besegra kungarna av Huset Plantagenet och sätta stopp för erövringen av Sicilien. I augusti 1461 återupprättades kungadömet och kung Ferdinand I av Bägge Sicilierna besteg tronen.
Skanderbeg ingick vapenvila med Osmanska riket men han lade undan fredsavtalet på uppmaning av påven Pius II och gick till angrepp mot osmanerna i november 1463. Påven Pius II  ville samla ihop en armé för ett korståg mot osmanerna men lyckades inte att förmå de europeiska furstarna till ett enat motstånd. Påven Pius II  dog året efter utan att ett korståg förverkligades.
Skanderbeg fick år 1466 reda på att osmanerna hade trängt in i Albanien och var på väg mot huvudstaden med en armé på 200 000 man, ledd av sultanen Mehmet II. Folket evakuerades och man tog med sig alla livsmedel. Den brända jordens taktik gav den osmanska armén lite mat att leva på under sin framryckning. Den osmanska armén svalt och nattetid anföll albanerna den osmanska hären som till slut tvingades att dra sig ur Albanien.
Albanien fick betala ett högt pris för sin långvariga krigföring mot osmanerna. De många slag som utkämpades i Albanien orsakade mycket materiell förstörelse och mänskligt lidande. Många av de albanska invånarna emigrerade eller tvingades att fly till andra länder. Handeln upphörde helt och hållet och Albanien hamnade i en ekonomisk nedgång. Tidigare blomstrande städer blev helt förstörda.
Det väpnade albanska motståndet avvärjde den osmanska expansionen mot väst. Den osmanska staten övergav så småningom strävan att ytterligare utvidga sitt territorium.

## Skanderbegs italienska fälttåg

Skanderbegs italienska fälttåg 1460–1462. Den norra rutten företogs av honom själv, medan den södra rutten företogs av hans underordnade.

Skanderbegs italienska fälttåg företogs för att understödja hans allierade Ferdinand I av Neapel, vars styre var hotat av den angevinska dynastin. Georg Kastriota Skanderbeg var härskare över Albanien (på latin dominus Albaniae, betyder på svenska herre eller härskare över Albanien) som ledde ett uppror mot Osmanska riket ända sedan 1443 och allierade sig själv med flera västeuropeiska monarker för att befästa sin ställning. Skanderbegs viktigaste allierade Alfons V av Aragonien, härskare över Kungariket Sicilien och Neapel, dog 1458 och lämnade efter sig sin oäkta son Ferdinand på den napolitanska tronen; René I av Neapel och den franska hertigen av Anjou gjorde anspråk på tronen. Konflikten mellan Renés och Ferdinands anhängare övergick snart till ett inbördeskrig. Påven Calixtus III, som han själv var av spanskt ursprung, kunde göra lite för att skydda Ferdinand, så han vände sig till Skanderbeg för understöd.
 "Prinsen av Taranto skrev ett brev till mig, en kopia av och ett svar som jag gav honom, som jag skickar till Ers Majestät. Jag är väldigt överraskad att hans nåd tror att jag skulle avvika från min intention med sina bryska ord, och jag skulle vilja säga en sak: må Gud skydda Ers Majestät från skada, ont och fara, men hur det än händer är jag en vän av dygd och inte en lycksökare."
  – Skanderbegs brev till Ferdinand I av Neapel.
 

## Albanska avhopp till osmanerna
Skanderbegs möjligheter att vinna kriget hade underminerats av ett antal avhopp av betydande medhjälpare i konfederationen. Åtskilliga militära segrar vunna av Skanderbeg i kriget mot osmanerna åtföljdes av svåra perioder åren 1455-1457. Oförmögen att underkuva Albanien militärt valde sultanen att undergräva stödet som Skanderbeg fått genom att muta albanska furstar. En rad sammansvärjningar för att mörda Skanderbeg upptäcktes. Skanderbegs mest omtyckta general Moisi Arianit Golemi övergick till den osmanska sidan men återvände och bad om att få återinsättas. 
Då Skanderbegs son föddes förlorade hans brorson Hamza Kastrioti hoppet att få överta den albanska kronan och vände sig till osmanerna. Skanderbeg rensade ut många konspiratörer under sin tid vid makten. 

## Konflikt med Venedig
Skanderbegs militära rykte spreds och han samarbetade med kungariket Neapel, vilket Republiken Venedig ogillade. Från början välkomnade de venetianska myndigheterna Skanderbeg för att ha vidmakthållit en buffertstat mellan deras kommersiella kolonier längs kusten och stärkt det venetianska försvaret mot Osmanska riket, men de blev nu rädda att förlora kontrollen över viktiga albanska städer. 1447 misslyckades Venedig att överta makten i Albanien och störta Skanderbeg. 1448 utlyste Venedig ett årligen återkommande belöning på 200 dukater till den som mördade Skanderbeg. Republiken Venedig som befarade att Skanderbeg och de albanska trupperna skulle ockupera den venetianska besittningen Durrës, sände militär förstärkning till området. Generalen Paul Loredan, som styrde Durrës, mottog utmaningen att strida mot Skanderbeg och göra sig av med honom.

## Familj
Skanderbeg gifte sig när han var 46 år gammal med den 23 år gamla prinsessan Donika Arianiti, dotter till Gjergj Arianiti. Paret gifte sig den 26 april 1451 i katedralen i staden Kruja. De efterföljande dagarna besökte de slott och städer över hela landet för att motta gratulationer från befolkningen och flera europeiska stater, inklusive republiken Venedig. De fick sonen Gjon Kastriota (1456–1514).

## Skanderbegs sista dagar

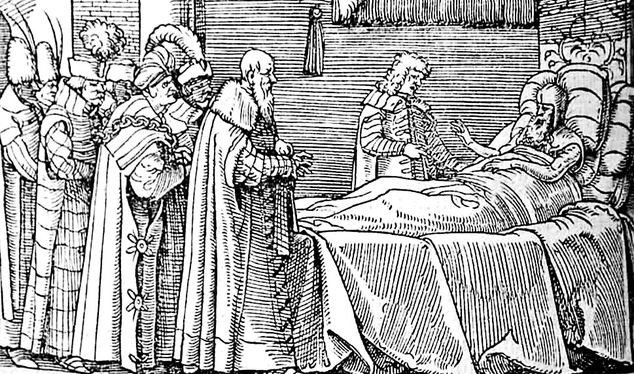
Tyskt träsnitt från 1500-talet som framställer Skanderbegs död.

Skanderbeg samlade mot slutet av sitt liv alla albanska furstar i Lezha, samt vissa andra potentater; även republiken Venedig bjöds in. Vid sin ankomst till Lezha blev Skanderbeg smittad av malaria och kort därefter sjuknade han in i en feber som han aldrig återhämtade sig från.
Sedan Skanderbeg blivit sjuk närmade sig en osmansk trupp hans läger. De albanska trupperna började försvara staden och man lyckades stå emot. Osmanerna gjorde stora förluster och var tvungna att dra sig tillbaka. Nyheten om segern kom till Skanderbeg kort före hans död den 7 januari 1468. 
1479 erövrades en del albanska områden av osmanerna. Skanderbegs son Gjon Kastriota, Johan II, flydde till Neapel där den siste av hans ättlingar skall ha dött 1873.
År 1501 hade osmanerna återtagit kontrollen över alla de tidigare fria albanska provinserna. Skanderbeg blev en symbol för de albanska frihetssträvandena från osmanerna.

## Eftermäle

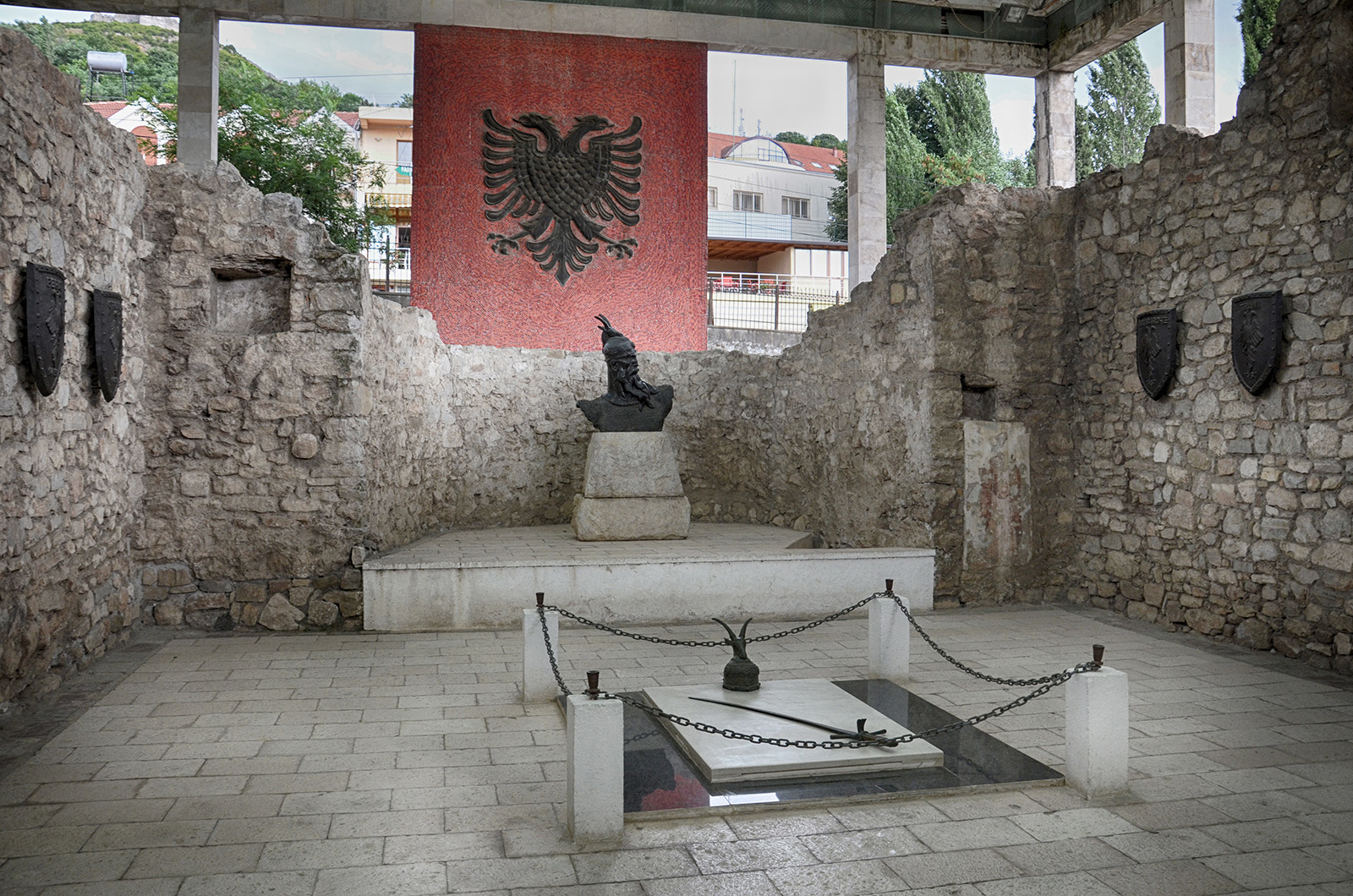
Minnesplatsen över Skanderbeg i Lezha.

En tid var Skanderbeg inkvarterad vid dagens Piazza Scanderbeg i centrala Rom. På Piazza Albania nedanför Aventinen i Rom reste man 1940 en ryttarstaty av Skanderbeg, utförd av skulptören Romano Romanelli. Monument över Skanderbeg finns även i andra europeiska städer, i London, Debar, Skopje, Pristina, Bryssel, Genève och Tirana. Under Jacques Chirac tid som borgmästare i Paris 1976–1995 uppkallade han ett torg efter Skanderbeg. I Rom är även en byggnad; Palazzo Skanderbeg uppkallad efter Skanderbegs vistelse där 1466-1467.
Skanderbeg var redan under sin livstid en legendarisk figur och var känd som Balkanhalvöns siste korsfarare. Enligt en krönika "gav staden Rom honom ett triumfatoriskt intåg". Skanderbeg verkade dock vara en modest människa. Visserligen tågade han till Rom i triumf men inte som en härförare i elegant rustning utan i fattigmanskläder trots att han vid denna kritiska tidpunkt var en av Europas kanske mest kända härförare.
Skanderbeg blev en legend i både albansk och västlig litteratur. Den franske poeten Pierre de Ronsard skrev på 1500-talet en sonett om honom och så gjorde även den amerikanske poeten Longfellow. Antonio Vivaldi komponerade en opera med titeln Scanderbeg till Skanderbegs ära. Christopher Marlowe skrev ett numera förlorat versdrama om honom. I arberesjiska dikter framställs Skanderbeg inte bara som Albaniens räddare utan även som kristendomens försvarare. Naim Frashëri, en känd bektashi muhib anser i sin episka dikt Historia e Skënderbeut att Skanderbeg snarare än en kristendomens försvarare var en frihetskämpe som hade den albanska nationens bästa för ögonen.
Under andra världskriget uppkallades en albansk division inom Waffen-SS, 21. Waffen-Gebirgs-Division der SS Skanderbeg (albanische Nr. 1), efter Skanderbeg. 
Förutom att Skanderbeg är vida omnämnd i den europeiska litteraturen är han också porträtterad av flera berömda europeiska målare som till exempel Paolo Veronese, Albrecht Dürer och Rembrandt. I början av 1500-talet publicerade Marin Barleti i Rom boken Historia de vita et gestis Scanderbegi Epirotarum principis., "Historien om Skanderbegs liv och död, prinsen av Epirus", som omgående översattes till flera språk. Även Edward Gibbon författade ett historiebiografiskt kapitel om Skanderbeg. Ludvig Holberg kallade Skanderbeg en av historiens främsta fältherrar:"Med eet Ord at sige: Ziska var udi det 15de Seculo en af de største Generaler, og Scanderbeg udi heele Historien den største Stridsmand, Anfører og tilligemed Heros." Den brittiske generalen James Wolfe benämnde Skanderbeg som den absolut bästa generalen genom tiderna, det vill säga skickligare än alla andra officerare inom den moderna och antika epoken. Den engelske poeten Edmund Spenser sa att Skanderbeg är den största av de största generalerna. Voltaire skrev att Balkanhalvön inte skulle ha blivit osmanskt, om det hade funnits fler ledare av Skanderbegs slag. Benjamin Disraeli hyllade också Skanderbeg i sin novell The Rise of Iskander. Skanderbeg ansågs av det kristna Europa som hjälte, och påven omnämnde honom som "Europas atlet". Påven Calixtus III gav honom titeln "generalkapten över den heliga stolen". 
Det finns en albansk-sovjetisk film baserad på Skanderbegs liv och hans kamp mot osmanerna; dess ryska namn är Velikij voin Albanii Skanderbeg (svensk distributionstitel; Uppror i bergen). Denna film regisserades av Sergei Yutkevich. Filmen vann en utmärkelse vid filmfestivalen i Cannes.
En biografibok om Skanderbeg översattes till svenska och utkom 1788 och bär titeln Den store Castriotto af Albanien kallad Scanderbeg. Författaren av originalet av denna bok hette Stephan Zannovich (äventyrare och bedragare). Han påstod sig vara ättling till kastriotaätten och kallade sig därför “Prins av Albanien”.
1837 skrevs på svenska "Skander-Beg: ett historiskt skådespel i tre akter". Den skrevs av Thure Gustaf Rudbeck.
Den 27 oktober 2005 antog USA:s kongress en resolution i anslutning till 600-årsminnet av Skanderbegs födelse och hedrade honom som "statsman, diplomat och ett militärt geni för hans roll i att rädda Västeuropa från osmansk ockupation".

## Hjälm

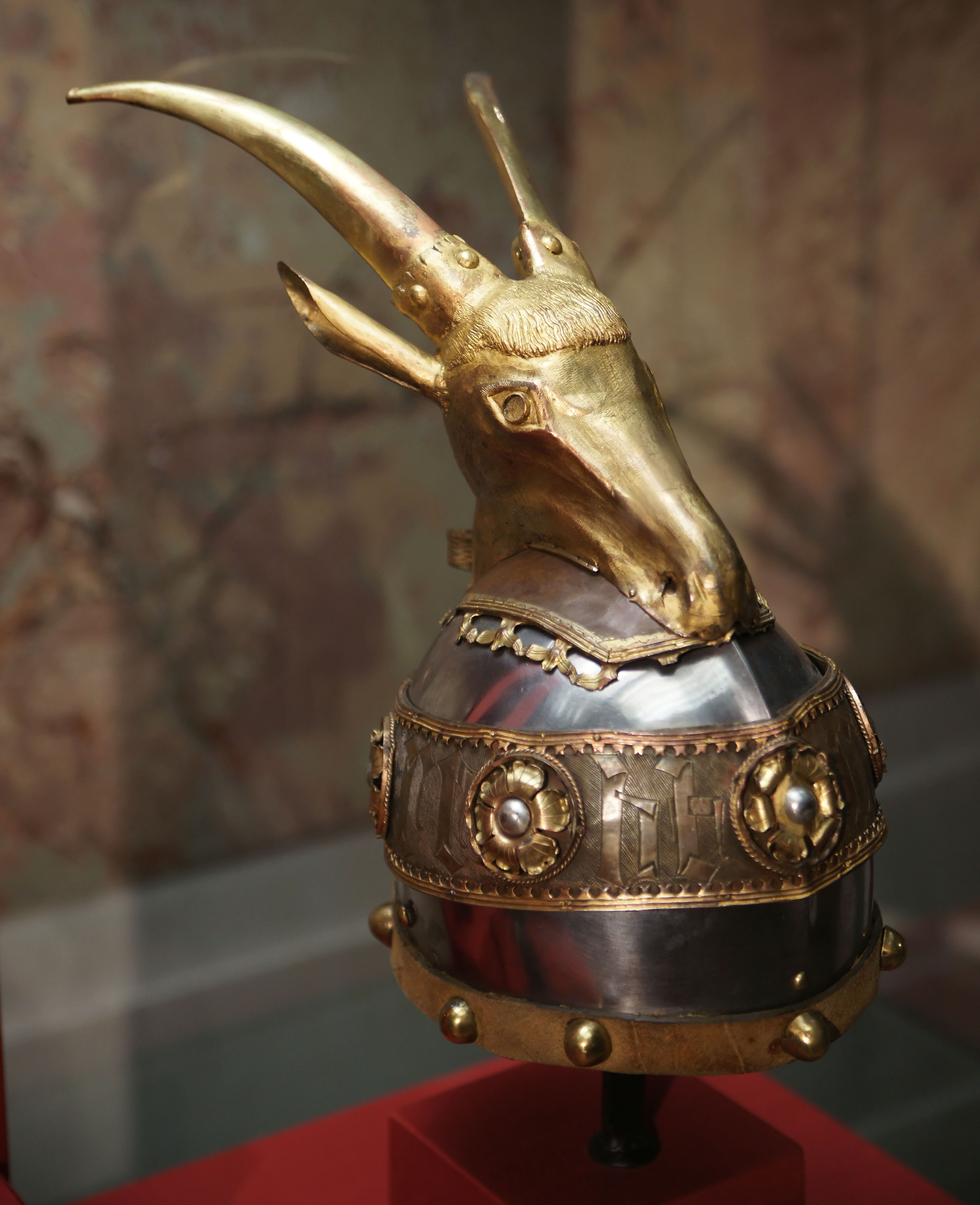
Skanderbegs hjälm i Kunsthistorisches Museum i Wien i Österrike.

Skanderbegs hjälm är en viktig nationalsymbol. Hjälmen är tillverkad av vit metall, utsmyckad med guldränder med symbolen gethornen i brons ovan. Hjälmen, tillsammans med Skanderbegs svärd, finns i Kunsthistorisches Museum i den österrikiska huvudstaden Wien. En kopia finns på museet i Skanderbegs slott i Kruja. Originalen ställdes tillfälligt ut i Albanien i november 2012, i samband med 100-årsjublieet av landets självständighet, och lämnades åter till Österrike.

## Slag
Slag som Skanderbeg utkämpade:
1. Belägringen av Petrela (1443/1444)

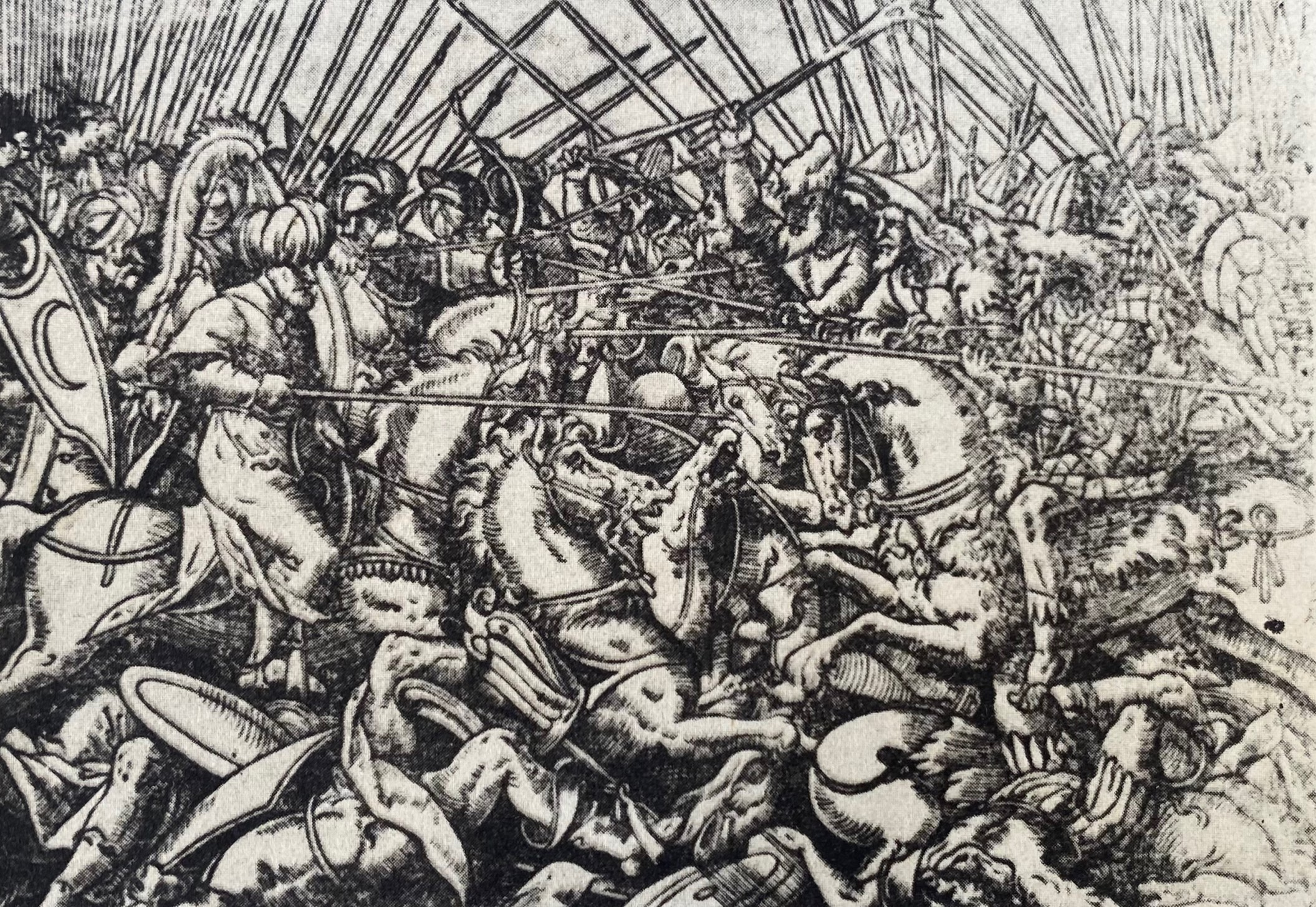
Träsnitt, som ska föreställa konfrontationen mellan den albanska och osmanska armén.

2. Belägringen av Stelluzi (1443/1444)
3. Första belägringen av Sfetigrad (1443/1444)
4. Slaget vid Torviolli (1444)
5. Slaget vid Mokra (1445)
6. Slaget vid Otonetë (1446)
7. Venetiansk-albanska kriget (1447–1448)
8. Slaget vid Oranik (1448)
9. Andra belägringen av Sfetigrad (1449)
10. Första belägringen av Kruja (1450)
11. Belägringen av Modrica (1452)
12. Slaget vid Mokra (1453)
13. Belägringen av Berat (1455)
14. Andra slaget vid Oranik (1456)
15. Slaget vid Albulena (1457)
16. Slaget vid Ochrida (1464)
17. Slaget vid Vajkal (1464)
18. Andra slaget vid Vajkal (1465)
19. Slaget vid Kashari (1465)
20. Andra belägringen av Kruja (1466)
21. Tredje belägringen av Kruja (1467)

## Galleri

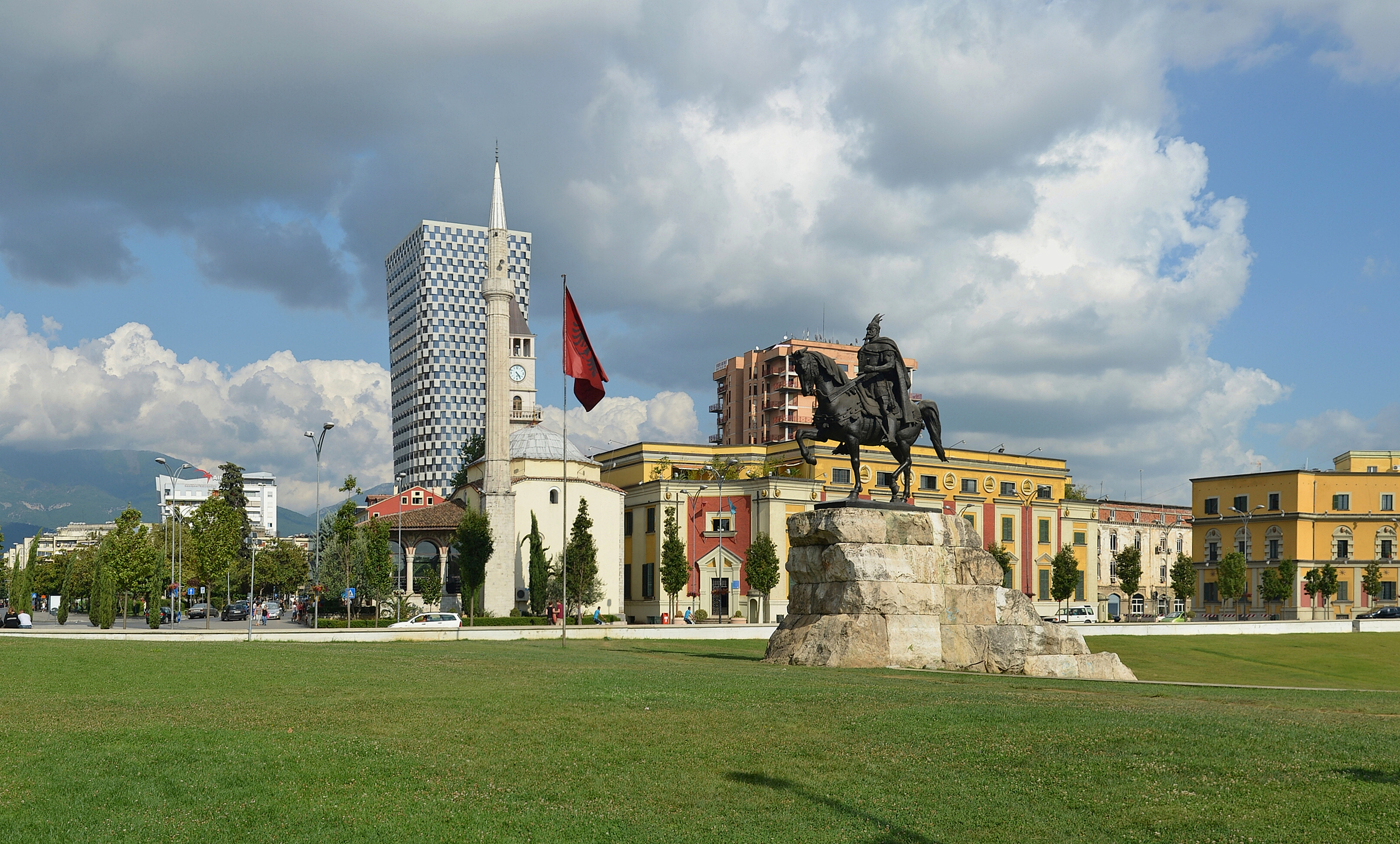
Skanderbegtorget, på albanska kallad Sheshi Skënderbej, är Tiranas huvudtorg, med en staty av Skanderbeg.
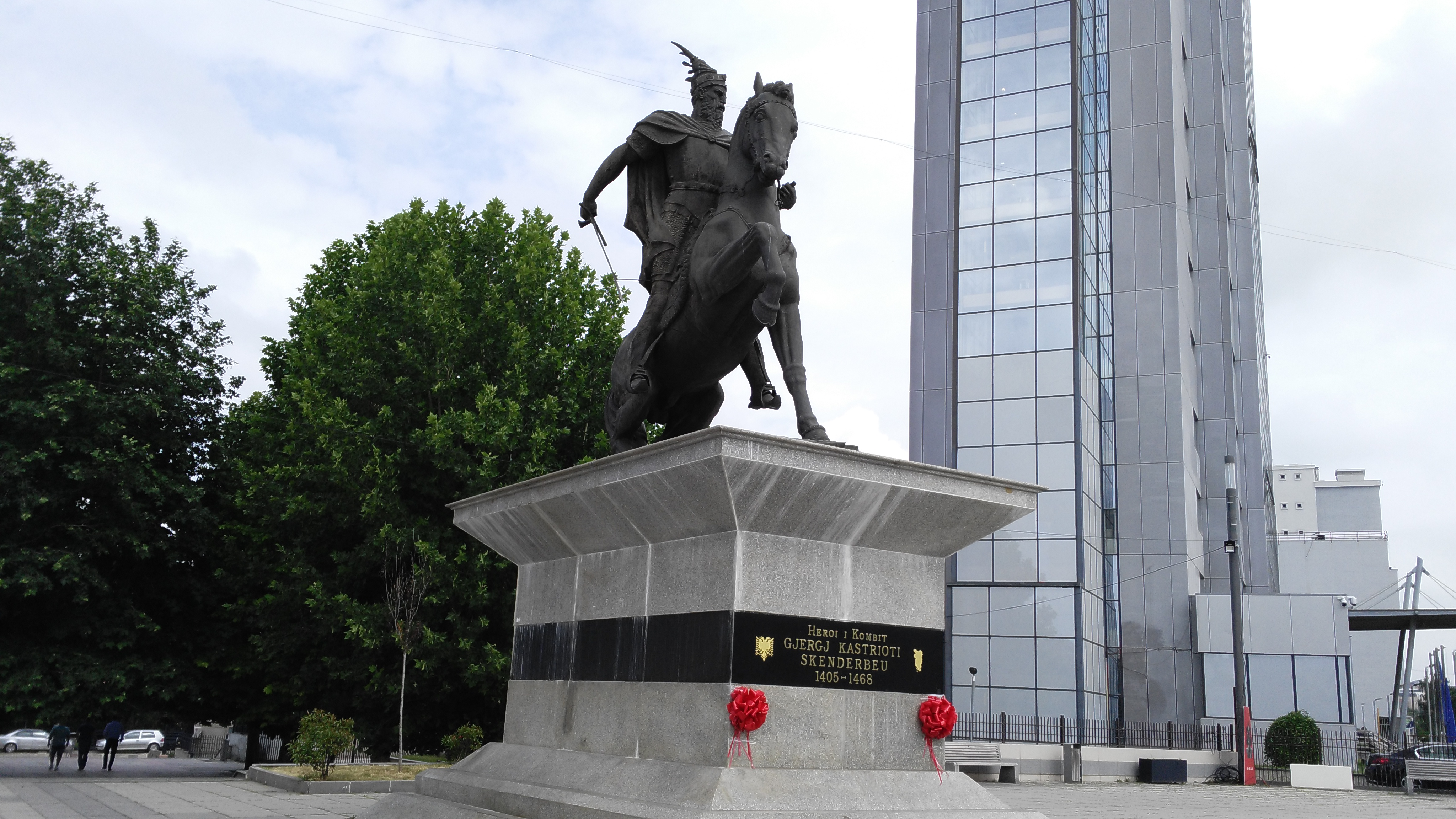
Skanderbegtorget i Pristinas centrum kallas i Kosovo för Sheshi "Skënderbeu". Mitt på torget står en staty över Skanderbeg.
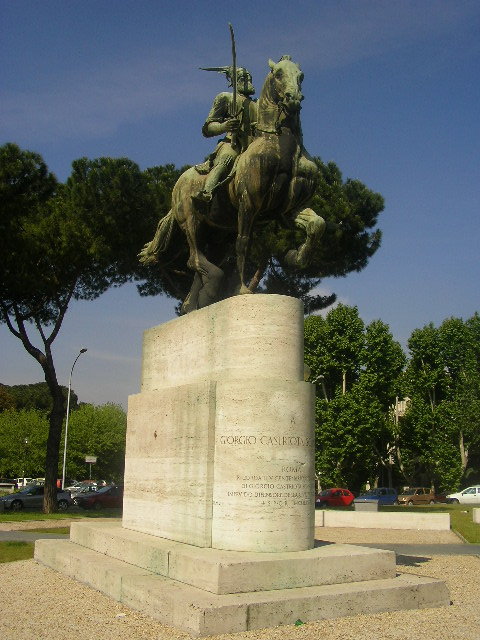
Piazza Albania, ett torg i Rom, uppkallat efter landet Albanien. Vid piazzan ligger en staty över Skanderbeg.
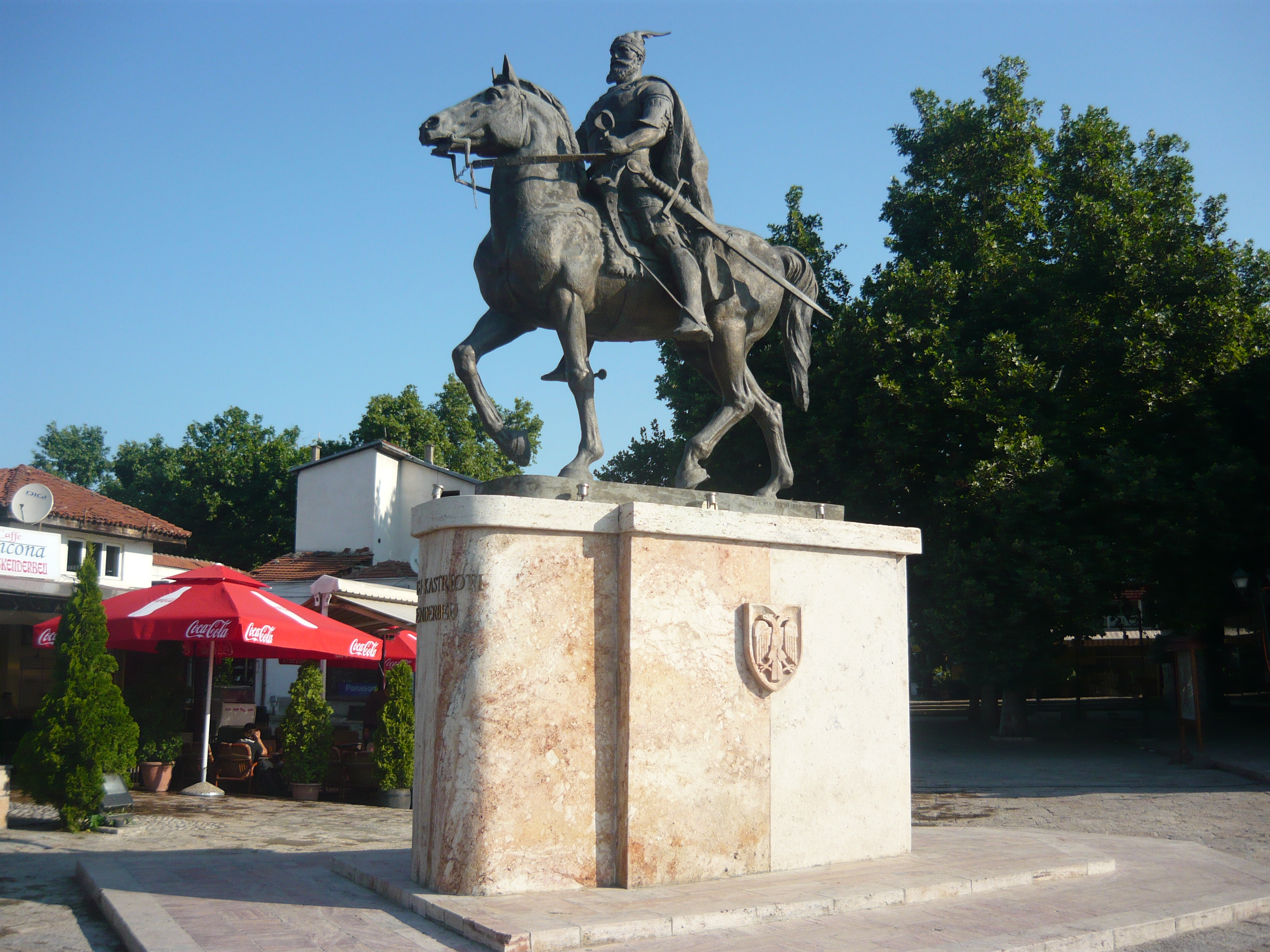
En staty av Skanderbeg på torget med samma namn i Skopje.